# Eugene McCarthy
Eugene Joseph "Gene" McCarthy (Watkins, Minnesota, 29 de Março de 1916 — Washington D.C., 10 de dezembro de 2005) foi um político dos Estados Unidos que foi durante muito tempo membro do Congresso dos E.U.A.. Teve igualmente assento na Câmara dos Representantes de 1949 a 1959 e depois no Senado de 1959 a 1971. Foi várias vezes candidato à presidência, sem êxito.

## Biografia
Em 1968, McCarthy apresentou-se contra o presidente Lyndon Johnson nas eleições primárias do Partido Democrata em New Hampshire, com o intuito de influenciar o governo federal (então controlado pelos Democratas) a favorecer a retirada da Guerra do Vietname. Um grande número de estudantes e de activistas vindos de todo o país vieram até ao New Hampshire apoiar a campanha de McCarthy. Certos estudantes que se opunham à guerra mudaram até do look de hippies para se tornarem mais apresentáveis e fazer campanha porta-a-porta. Este fenómeno seria usado no slogan de campanha « Get clean for Gene ». Com a publicação dos resultados em 12 de março, McCarthy ficou com 42% dos votos e Johnson 49%. Era claro que havia profunda divisão no eleitorado Democrata sobre a questão da guerra, e Johnson, convencido que não faria a unanimidade no seu próprio partido, decidiu, em 31 de março, não se apresentar para a reeleição.
No entanto, apesar dos bons resultados nas primárias, McCarthy só recolheu 23% dos votos dos delegados na Convenção Nacional Democrata de 1968, principalmente por causa do controlo das organizações estatais sobre o processo de selecção dos delegados, mas igualmente devido à entrada na campanha de Robert Kennedy como candidato anti-guerra. O candidato do partido foi então Hubert Humphrey. Como consequência, o Partido Democrata alterou as regras para escolha do candidato, que foram também seguidas pelos Republicanos.
Eugene McCarthy concorreu a três eleições presidenciais, a primeira com o apoio de vários pequenos partidos, a segunda como independente e a terceira com o apoio do Partido dos Consumidores.

## Resultados eleitorais nas presidenciais
| Resultados de Eugene McCarthy em eleições presidenciais |              |            |       |
| Eleição                                                 | Partido      | votos pop. | %     |
| 1968                                                    | (vários)     | 25 634     | 0,04% |
| 1976                                                    | independente | 740 460    | 0,91% |
| 1988                                                    | Consumidores | 30 905     | 0,03% |

## Publicações
- Frontiers in American Democracy (1960)
- Dictionary of American Politics (1962)
- A Liberal Answer to the Conservative Challenge (1964)
- The Limits of Power: America's Role in the World (1967)
- The Year of the People (1969)
- A Political Bestiary, en collaboration avec James J. Kilpatrick (1979) (ISBN 0380465086)
- Gene McCarthy's Minnesota: Memories of a Native Son (1982) (ISBN 0866836810)
- Complexities and Contrarities (1982) (ISBN 0151212023)
- Up Til Now: A Memoir (1987)
- Required Reading: A Decade of Political Wit and Wisdom (1988) (ISBN 0151768803)
- Nonfictional Economics: The Case for Shorter Hours of Work, em colaboração com William McGaughey (1989) (ISBN 0275925145)
- A Colony of the World: The United States Today (1992) (ISBN 0781801028)
- Eugene J. McCarthy: Selected Poems em colaboração com Ray Howe (1997) (ISBN 1883477158)
- No-Fault Politics (1998) (ISBN 0812930169)
- 1968: War and Democracy (2000) (ISBN 1883477379)
- Hard Years: Antidotes to Authoritarians (2001) (ISBN 1883477387)
- Parting Shots from My Brittle Brow: Reflections on American Politics and Life (2005) (ISBN 1555915280)